# Eve 6
Eve 6 (иногда пишется как EVƎ 6) - музыкальный коллектив из Калифорнии, играющий поп-панк и альтернативный рок. Существует с 1995 года. Название группы взято от персонажа сериала «Секретные материалы», появившегося в одиннадцатом эпизоде первого сезона «Ева». Тони Фаргесон является большим фанатом этого шоу.

## Появление группы

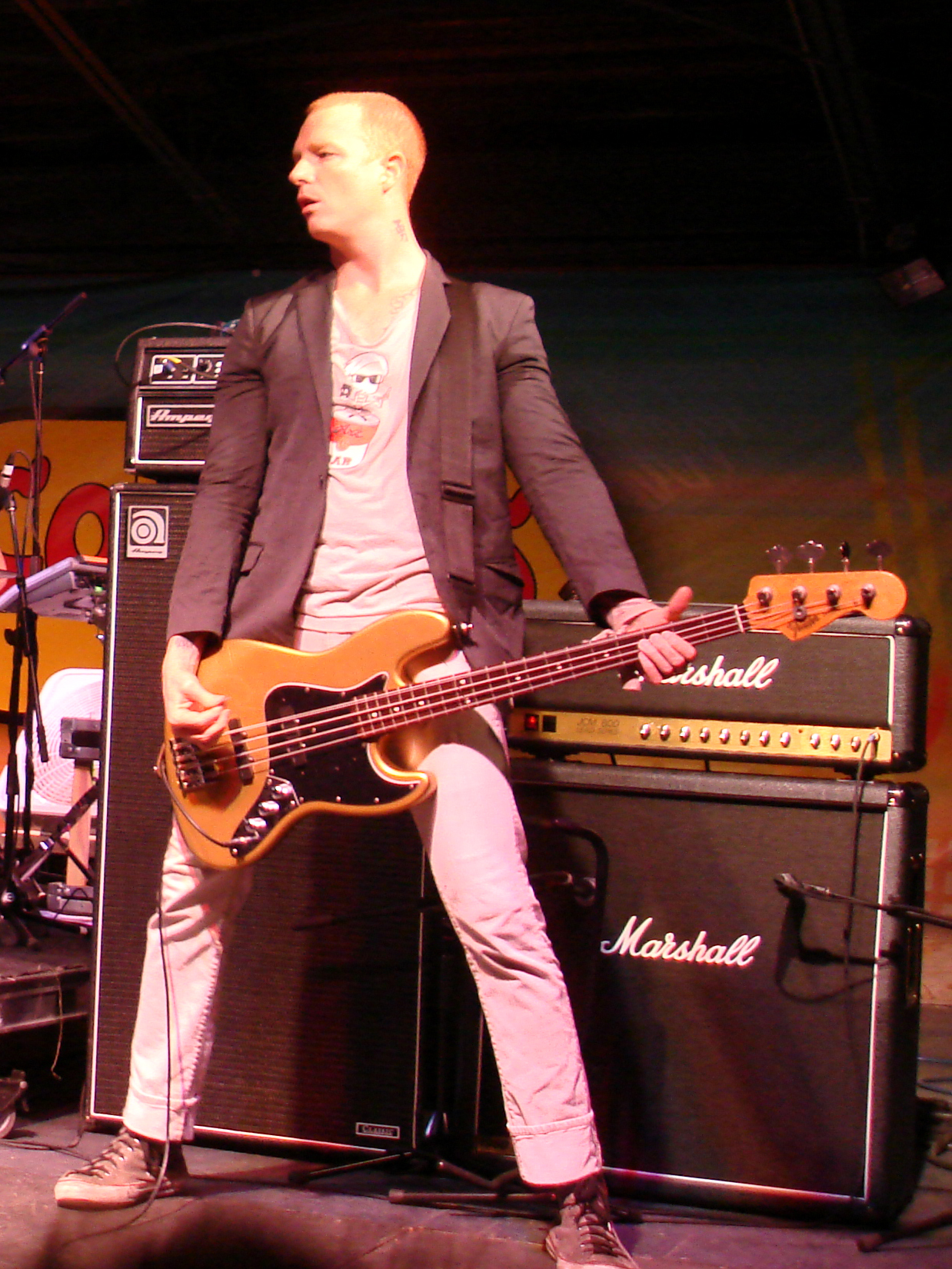
Макс Коллинс

В первоначальный состав группы входили Макс Коллинс (вокал, бас-гитара), Джон Сибельс (гитара) и Тони Фагенсон (барабаны). Группа сформировалась в 1995 году в Калифорнии и называлась сначала как Yakoo, потом Eleventeen, и лишь позднее как Eve 6. Первое их выступление состоялось в клубе Eagle’s Coffee Pub в Северном Голливуде. Eleventeen подписали контракт с RCA, когда Макс и Джон всё ещё учились в средней школе. После записи неизданного EP Eleventeen, Майерс покинул группу и был заменен Тони Фагенсоном.
Окончательное название группы является отсылкой к фантастическому телесериалу «Секретные материалы». Фагенсон, поклонник шоу, предложил название после просмотра эпизода под названием «Ева», в котором фигурировал персонаж, который носил имя «Ева 6».
В 1998 году группа выпустила одноименный альбом Eve 6, который стал платиновым с хитовыми синглами «Inside Out» и «Leech». Первый занял первое место в чартах Modern Rock, провёл несколько недель в первой десятке списка на MTV Total Request Live и успешно перешел на pop/Top 40 Radio. В альбоме также присутствовала композиция «Tongue Tied», которая была использована в качестве саундтрека к гоночной игре Test Drive 6. Более широкое признание к группе пришло со следующим альбомом Horrorscope (2000), который получил золотой статус и содержал такие хиты как «Promise», «On the Roof Again» и хит Top 40 «Here's to the Night».
Группа появилась на популярных телешоу The Tonight Show with Jay Leno, Позднее шоу с Дэвидом Леттерманом, Джимми Киммел в прямом эфире, Late Night with Conan O'Brien и TRL с Карсоном Дэйли, а их видео находилось в постоянной ротации на MTV, в первую очередь «Here's To The Night», который возглавлял вершину MTV TRL на протяжении большей части лета 2001 года. Затем группа выпустила более экспериментальный альбом It's All in Your Head в 2003 году, включающий композицию «Think Twice», вошедшую в топ-10 Modern Rock, после чего рассталась с RCA.

## Распад группы
Группа распалась из-за плохих продаж альбома It’s All In Your Head (192,000 проданных дисков). Быстрый рост их популярности в раннем возрасте привел к моральному и физическому истощению, и в 2004 году Eve 6 объявила о бессрочном перерыве. Впоследствии, объявив о своем распаде, Eve 6 отыграли свой последний концерт 15 июля 2004 года перед большой толпой фанатов под аркой «Врата на Запад» в Сент-Луисе.

## Дальнейшая деятельность участников

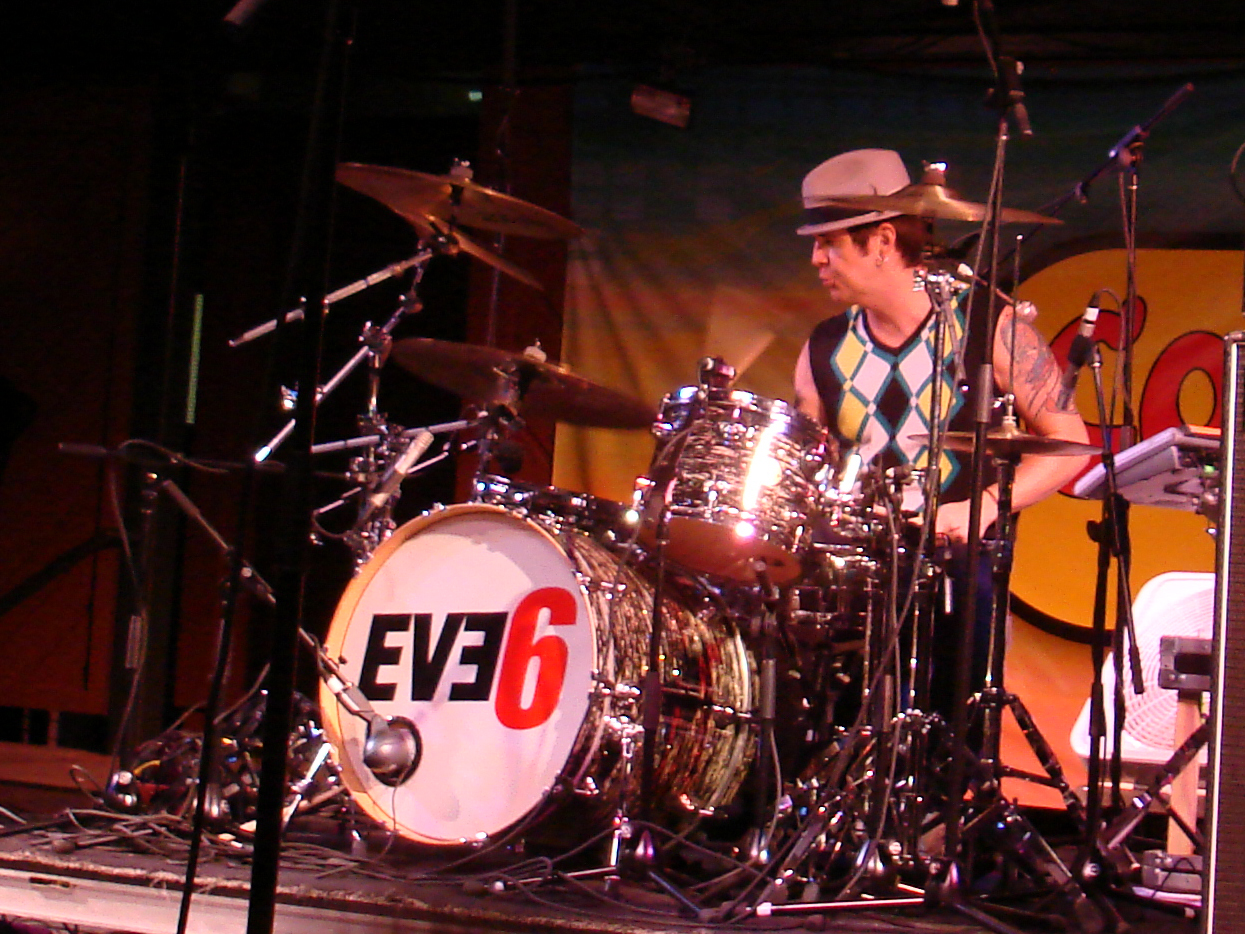
Тони Фагенсон

Макс участвовал в проекте «Brotherhood of Lost Dogs», который, впрочем, просуществовал недолго. Затем Макс и Тони объединились в новой группе под названием The Sugi Tap. Они записали несколько демок и отыграли концерты в Калифорнии в 2006-м году. Также они писали песни для других коллективов, например для «Puddle of Mudd» они создали композицию «We Don't Have to Look Back Now».

## Воссоединение
Больше года выступая как «The Sugi Tap», в октябре 2007 года они объявили о возобновлении концертной деятельности группы «Eve 6». Правда, из прежнего состава в неё входили только Макс и Тони, к которым присоединился новый гитарист Мэтт Бэир, ушедший из лонгайлендской группы «Bandcamp», пока Джон Сибельс был занят своей новой группой «Monsters are Waiting». Группа провела следующие три года, гастролируя, сочиняя новые композиции и проводя фан-встречи с поклонниками. В 2011 году, вооружившись новым материалом и заручившись поддержкой нового менеджмента, подписала контракт с Fearless Records. Через месяц после заключения договора Коллинз и Фагенсон убедили Сибелса вернуться в коллектив.
«Eve 6» выпустили новый альбом Speak in Code 24 апреля 2012 года, почти через восемь лет после расставания в 2004 году. Это их четвертый полнометражный релиз и их дебют на новом лейбле Fearless Records. Он содержит синглы «Victoria» и «Curtain», на каждый из которых были сняты музыкальные клипы, которые были выпущены на цифровых носителях. По своему содержанию, альбом представляет собой обновленный курс на поп-рок-направление, более близкий к танцевальному звучанию, чем к тоскливому рок-н-роллу, который был характерен для прежнего творчества группы. Группа гастролировала в течение большей части 2012 года в поддержку альбома, выступая с «All American Rejects» и «Everclear».
7 апреля 2018 года барабанщик Тони Фагенсон объявил о своём уходе из группы. О новом барабанщике Бене Хилзингере, ранее работавшем в Beautiful Ben and the Unmistakable Stems, было объявлено в Instagram. Он также является барабанщиком группы «Fitness», где играет и Макс Коллинз, и Кенни Каркит (бывший музыкант AWOLNATION).
4 февраля 2021 года группа выпустила музыкальное видео на свою новую композицию «Black Nova», за которым последовало объявление о выходе их нового EP под названием Grim Value, анонсированного на 25 июня 2021 года на лейбле Velocity Records. В апреле была организована прямая трансляция концерта, на котором сыграла  новую композицию — «Can We Combine», а на следующий день был выпущен музыкальный клип на эту песню. В августе появилось ещё одно музыкальное видео для нового EP на песню «I Wanna Bite Your Face». 5 декабря состоялась премьера нового сингла «Androgyne Friend», а в интервью журналу Spin Коллинз заявил, что группа будет представлять новую композицию «к 6-му числу каждого месяца, а все треки в итоге будут собраны на пятом студийном альбоме Hyperrelevisation, который выйдет в конце следующего года». Последний сингл «Get You» был выпущен 5 января 2022 года.
В начале февраля 2022 года Eve 6 присоединилась к протесту Нила Янга против стримингового сервиса Spotify. Коллинз прокомментировал это решение Fortune: «Мы благодарны, что Нил Янг смог привлечь внимание к Spotify и выразил свой протест в отношении политики сервиса. Это укрепляет усилия по бойкоту.... И позволит большому количеству людей услышать и понять наше послание, но в то же время его критика заслоняет более значительную проблему, которая заключается в хищнической деловой практике Spotify». Он добавил, что «его группа генерирует около 1,3 миллиона стримов в месяц, но большая часть денег от этих стримов достаётся Sony – лейблу, которому принадлежат права на творчество группы. Коллинз и партнёры по группе зарабатывают в общей сложности менее 5000 долларов в месяц. Исполнители, подобные Eve 6, не могут контролировать, транслируется ли их музыка на Spotify, но каждый может управлять изображениями на своей персональной странице. И на аватаре Eve 6 теперь жирным шрифтом написано “удалить Spotify”». Продолжая свой протест против Spotify, группа написала новую песню «Revolushow» и сообщила в Твиттере, что она будет «доступна на Tidal и буквально везде, кроме Spotify и Amazon».
10 августа группа объявила, что их пятый альбом «Hyper Relevanization» выйдет 23 сентября 2022 года. В дополнение к анонсу было опубликовано изображение обложки альбома, трек-лист из 10 песен и одна из новых композиций — «Mr. Darkside». Предпродажа альбома была открыта на сайте лейбла группы.

## Твиттер-аккаунт
В декабре 2020 года СМИ обратили внимание на тот факт, что Макс Коллинз стал популярным автором публикаций в официальном аккаунте Eve 6 в Твиттере, который «быстро становился сокровищницей интернет-юмора». В частности, там были посты с обращениями к различным общественным деятелям с вопросом, нравится ли им песня «сердце в блендере», «отборные пикантные новости... о его коллегах-звездах» и «общие замечания о цепочках для кошельков, наборе веса и мерче с пальмами, а также немного о том, что он не видит разницы между группами Vertical Horizon, Dishwalla, Matchbox 20 и др.» Loudwire назвал Коллинза «новым королём Твиттера» и «анти-Trapt в Твиттере», противопоставляя знаменитые посты Коллинза в социальных сетях публикациям вокалиста Trapt Криса Тейлора Брауна, зачастую содержащие оскорбления и нападки на известных людей.

## Синглы
| Год  | Название                  | Позиции в чартах | Позиции в чартах | Позиции в чартах     | Позиции в чартах       | Позиции в чартах  | Альбом                |
| Год  | Название                  | U.S. Hot 100     | U.S. Modern Rock | U.S. Mainstream Rock | U.S. Top 40 Mainstream | U.S. Adult Top 40 | Альбом                |
| ---- | ------------------------- | ---------------- | ---------------- | -------------------- | ---------------------- | ----------------- | --------------------- |
| 1998 | «Inside Out»              | #28              | #1               | #5                   | #11                    | #16               | Eve 6                 |
| 1998 | «Leech»                   | -                | #6               | #10                  | -                      | -                 | Eve 6                 |
| 1999 | «Open Road Song»          | -                | #23              | -                    | -                      | -                 | Eve 6                 |
| 1999 | «Tongue Tied»             | -                | #23              | -                    | -                      | -                 | Eve 6                 |
| 2000 | «Promise»                 | #108             | #3               | #25                  | #40                    | #33               | Horrorscope           |
| 2000 | «On the Roof Again»       | -                | #19              | -                    | -                      | -                 | Horrorscope           |
| 2001 | «Here’s to the Night»     | #30              | #33              | -                    | #14                    | #7                | Horrorscope           |
| 2003 | «Think Twice»             | -                | #9               | -                    | -                      | -                 | It's All in Your Head |
| 2003 | «At Least We’re Dreaming» | -                | -                | -                    | -                      | -                 | It's All in Your Head |
| 2003 | «Good Lives»              | -                | -                | -                    | -                      | -                 | It's All in Your Head |